# 9121 Stefanovalentini
A 9121 Stefanovalentini (ideiglenes jelöléssel 1998 DJ11) egy kisbolygó a Naprendszerben. Vincenzo Silvano Casulli  fedezte fel 1998. február 24-én.